# بالان (آبش‌احمد)
بالان  در شمال شرقی آذربایجان شرقی واقع شده است 